# Anytime Anywhere
Anytime Anywhere  è il secondo singolo estratto da Lipservice, il settimo album in studio della rock band svizzera Gotthard. È stato pubblicato in formato maxi singolo nell'ottobre dello stesso anno per promuovere alcune date del Lipservice Tour.
Per il singolo è stata utilizzata una versione radiofonica che si contraddistingue da quella dell'album per la durata ridotta e per l'utilizzo del talk box sulla chitarra di Leo Leoni.
La canzone è stata registrata anche in lingua spagnola, con il titolo El traidor, raggiungendo la posizione numero 16 della classifica locale nel novembre del 2006. La versione spagnola è stata successivamente inserita come traccia bonus nell'edizione americana dell'album Domino Effect nel 2008.

## Video musicale
Il video musicale del brano, girato con la tecnica del chroma key, riprende la grafica e le atmosfere del film Sin City (uscito quello stesso anno nei cinema). Nel video appare Jenny Kessler, in quel periodo sotto i riflettori per la sua relazione con il pilota di Formula 1 Fernando Alonso. Lo stesso stile verrà adoperato per realizzare il video del brano Dream On, in cui però compaiono solamente i membri dei Gotthard. Entrambi i clip sono stati inseriti come contenuto speciale nel DVD Made in Switzerland del 2006.

## Tracce
CD-Maxi G. G004
1. Anytime Anywhwere (versione album) – 4:16 (Steve Lee, Leo Leoni, Mary Susan Applegate)
2. Anytime Anywhere (versione radiofonica) – 3:15 (Lee, Leoni, Applegate)
3. In the Name (acustica) – 3:40 (Lee, Leoni, Chris von Rohr)
4. Nobody Home – 3:57
5. Round and Round – 4:13 (Leoni, Scherer, Applegate)

CD-Single G. 005
1. Anytime Anywhere (versione radiofonica) – 3:15 (Lee, Leoni, Applegate)
2. Anytime Anywhere (versione classica) – 3:12 (Lee, Leoni, Applegate)

Versione spagnola NB 1717-2
1. El traidor / Anytime Anyhwere (versione spagnola) – 4:16 (Lee, Leoni, Applegate) – adattamento in spagnolo di Juan Mari Montes Gonzalo
2. El traidor / Anytime Anyhwere (versione spagnola/classica) – 3:12 (Lee, Leoni, Applegate)
3. Anytime Anywhere – 4:16 (Lee, Leoni, Applegate)
4. The Other Side of Me (Live) – 4:24 (Lee, Leoni, Applegate, Fredrik Thomander, Anders Wikstroem) – Proveniente dall'album Made in Switzerland

## Classifiche
| Classifica (2005) | Posizione massima |
| ----------------- | ----------------- |
| Svizzera          | 27                |
| Classifica (2006) | Posizione massima |
| Spagna            | 16                |